# 弗朗索瓦·贝鲁
弗朗索瓦·勒内·让·吕西安·贝鲁（法語：François René Jean Lucien Bayrou，發音：[fʁɑ̃swa bajʁu]；1951年5月25日—），法国中間派政治家，法国民主运动党主席，現任法国总理。
白胡曾任欧洲议会议员、法国国家教育部长（1993-1997）等职务，並為法國民主聯盟末代黨主席。2024年12月13日，他被法国总统埃马纽埃尔·马克龙任命为总理，接替辞职下台的米歇尔·巴尼耶。

## 生平
贝鲁1951年5月25日出生于大西洋比利牛斯省博代尔，他是农民卡利斯特·贝鲁（Calixte Bayrou）和埃玛·萨尔图（Emma Sarthou）的长子。
贝鲁曾先后在2002年、2007年、2012年三次参选法兰西共和国总统，但均未当选。2007年法国总统选举，第一轮得票率为18,57%，居第三位。2012年法国总统选举，第一轮得票率为9,13%，居第五位。貝魯雖為中間派，但過去曾與中間偏右的戴高樂派人民運動聯盟結盟。
2014年3月23日的全国市政选举中，贝鲁在第一轮选举中以高票当选波城（Pau）市长。
2017年法国总统选举，他不參選，改為支持另一中間派候選人埃馬紐埃爾·馬克龍。
2024年12月13日，他被埃马纽埃尔·马克龙任命为总理，接替米歇尔·巴尼耶。